# Marrakech-Menaras flygplats
Marrakech-Menaras flygplats (IATA: RAK, ICAO: GMMX) (arabiska: مطار مراكش المنارة; franska: Aéroport de Marrakech-Ménara) är en internationell flygplats som betjänar Marrakech i Marocko. Flygplatsen trafikeras mest av europeiska flyg.